# ジェフ・シーガル (レーシングドライバー)
ジェフリー・シーガル（Jeffrey Segal、1985年4月27日 - ）は、アメリカ合衆国・ペンシルベニア州フィラデルフィア出身のレーシングドライバー。レベル5・モータースポーツのチームに所属してユナイテッド・スポーツカー選手権に参戦している。
2010年と2012年にロレックス・スポーツカー・シリーズのGTクラスでチャンピオンとなっており、2014年のデイトナ24時間レースでのGT・デイトナ (GTD) クラスでクラス優勝を果たしている。

## フェラーリ・チャレンジ
シーガルは、史上最年少の17歳で『フェラーリ・チャレンジ』のレースで優勝している。

## ロレックス・スポーツカー・シリーズ
2003年、バージニア・インターナショナル・レースウェイでのシリーズデビューレースでフェラーリ・360GTにドライブし、3位に入っている。
2004年から2007年、参戦するレースを選択してレース活動を行なった後、2008年よりフル参戦した。ワトキンズ・グレン・インターナショナルでのワトキンズ・グレン6時間レースに『スピードソース』チームのマツダ・RX-8で挑み、GTクラスのポールと優勝を獲得した。そのシーズンは7回の10位以内の順位を残している。
2009年シーズンにも好調を持続し、ワトキンズ・グレンとミラー・モータースポーツ・パークで合わせて2勝し、他にも表彰台を1度獲得している。
2010年シーズン、デイトナ24時間レースでのポールの獲得と2度の勝利と10回連続4位以内順位を記録し、GTクラスのチャンピオンとなっている。『AIM・オートスポーツ』の69号車のRX-8で、エミル・アッセンテイトをコ・ドライバー（僚友）としてタイトルを得たのである。
2011年シーズン、スピードソース・マツダで11回の10位以内の順位を記録し、GTクラスのランキング5位となっている。
2012年シーズン、再びAIM・オートスポーツでエミル・アッセンテイトを僚友として、シーズン3勝を挙げて3年間で2度目となるGTクラスのタイトルを獲った。レースカーは、フェラーリ・458イタリアとなっている。
2013年シーズンにはインディアナポリスで1勝し、GTクラスランキング6位となっている。

## コンチネンタルタイヤ・スポーツカー・チャレンジ
シーガルは、2005年にオートマティック・レーシングのチームに加入し、GSクラスのレースを2回走っている。翌2006年シーズンには9レースで3回の表彰台を獲得して2位にも入り、GSクラスランキングで8位となった。
2007年にはオートマティック・レーシング・BMWでジェップ・ソートンと組み、4回の表彰台と9回の10位以内の順位を記録して22歳でシリーズ史上最年少のCTSCクラスのチャンピオンとなった。
翌2008年シーズンには彼のキャリアで初のライム・ロック・パークでの勝利を挙げ、7回の10位以内の順位を記録している。

## ユナイテッド・スポーツカー選手権
シーガルは、2014年のデイトナ24時間レースで、スコット・タッカー、タウンセンド・ベル、ビル・スウィードラー、アレッサンドロ・ピエール・グイディと共に、レベル5・モータースポーツの555号車のフェラーリ・458イタリア GT3で優勝した。レースは最終周回（ラストラップ）のインフィールドセクションで、激しく首位を争っていたライバルチームの車をコース外へ押し出すような場面があったため、国際モータースポーツ協会 (IMSA) よりレース結果のタイムに75秒のタイムを加算するペナルティが検討されるという事態に陥ったが、レース後4時間以上を経てIMSAよりペナルティが撤回される声明が出され、555号車での優勝が確定した。

## 私生活
シーガルは、フロリダ州にあるマイアミ大学で経営学の学位を持ち、起業家精神を専攻していた卒業生である。彼はフランス語を流暢に話し、スペイン語にも堪能で、自由時間には自転車とミッションカートでレースを楽しむ趣味を持っている。

## レース戦績

### ル・マン24時間レース
| 年     | チーム               | コ・ドライバー                          | 車両                        | クラス | 周回 | 総合順位 | クラス順位 |
| ------ | -------------------- | --------------------------------------- | --------------------------- | ------ | ---- | -------- | ---------- |
| 2015年 | スクーデリア・コルサ | ビル・スウィードラー タウンゼント・ベル | フェラーリ・458イタリア GT2 | GTE Am | 330  | 24位     | 3位        |